# Held Hostage
Held Hostage is een Amerikaans televisiedrama uit 2009 van Grant Harvey. De film is gebaseerd op het waargebeurde verhaal van Michelle Renee die er ook een boek over schreef.

## Verhaal
November 2000. Op een avond dringen drie gewapende en gemaskerde mannen het huis binnen van de alleenstaande moeder en bankmanager Michelle Estey. Om het leven van haar dochtertje en haar zelf te redden, moet Michelle haar eigen bank beroven. Na 14 zenuwslopende uren weet Michelle haar opdracht te vervullen en worden zij en haar dochtertje vrijgelaten. Maar om het allemaal nog erger te maken, wordt Michelle door politie en justitie niet bestempeld als slachtoffer maar als hoofdverdachte.

## Cast
| Acteur            | Personage       |
| ----------------- | --------------- |
| Julie Benz        | Michelle Estey  |
| Brendan Penny     | Chris Clark     |
| Natasha Calis     | Breea Estey     |
| Tom Carey         | Dave Estey      |
| Michelle Harrison | Rose            |
| Jason Schombing   | Carlos Martinez |
| Dalias Blake      | Reggie          |
| Jeff Pangman      | Joe             |
| Bruce McGill      | Ben Summers     |